# Guilherme Ramos
Guilherme Magro Pires Ramos (sinh ngày 11 tháng 8 năm 1997) là một cầu thủ bóng đá người Bồ Đào Nha thi đấu cho Sporting B, ở vị trí hậu vệ.

## Sự nghiệp bóng đá
Vào ngày 6 tháng 8 năm 2016, Ramos có màn ra mắt cho Sporting B trong trận đấu tại LigaPro 2016–17 trước Portimonense.